# Ornategulum sardinioides
Ornategulum sardinioides è un pesce osseo estinto, appartenente ai clupeomorfi. Visse nel Cretaceo superiore (Cenomaniano, circa 99 - 95 milioni di anni fa) e i suoi resti fossili sono stati ritrovati in Libano.

## Descrizione
Questo pesce era di medie dimensioni, e solitamente era lungo circa 18-20 centimetri. Il corpo era allungato ed esile, mentre la testa era lunga e stretta. Gli occhi erano piuttosto grandi, e la bocca era relativamente profonda. In generale, l'aspetto di Ornategulum assomigliava a una sardina (come anche indicato dall'epiteto specifico, sardinioides). La pinna dorsale era posta a circa metà del corpo, e le pinne ventrali, di piccole dimensioni, erano più o meno poste al di sotto della pinna dorsale. Le pinne pettorali erano strette, mentre la pinna caudale era profondamente biforcuta. Il cranio era dotato di alcune caratteristiche che non si riscontrano in altri clupeomorfi, come la mancanza di un forame temporale, di una fossa preepiotica ben definita, di fontanelle frontali, di una bulla pterotica e di un recesso laterale.

## Classificazione
I fossili di questo pesce vennero descritti per la prima volta da Pictet nel 1850, sulla base di fossili ritrovati in Libano, in terreni risalenti all'inizio del Cretaceo superiore. Pictet descrisse questi fossili con il nome di Clupea sardinioides; venne poi ascritto al genere Osmeroides da Woodward nel 1901, e fu solo nel 1973 che Peter Forey istituì il nuovo genere Ornategulum per questa specie. 
Ornategulum è considerato un rappresentante dei clupeomorfi, ed è probabile che fosse uno dei rappresentanti più basali del gruppo, probabilmente ancestrale agli ellimmittiformi e ai clupeiformi. 